# Malo Valérien
Malo Juri Guillaume Valérien (* 1. Dezember 1992) ist ein ehemaliger deutscher Basketballspieler. Er stand zuletzt im Kader des SC Rist Wedel. Er ist der Enkel des 2012 gestorbenen Sportjournalisten und Fernsehmoderators Harry Valérien.

## Laufbahn
Valérien spielte in der Jugend für den SV Germering und verbrachte ein Jahr in den Vereinigten Staaten an der Beekmantown High School im Bundesstaat New York, ehe er ans Basketballinternat der Urspringschule wechselte und während der Saison 2010/11 seinen Einstand im Trikot der Spielgemeinschaft Ehingen/Urspring in der 2. Bundesliga ProB gab. 2012 wechselte er zum FC Bayern München, kam während des Spieljahres 2012/13 zu drei Kurzeinsätzen in der Basketball-Bundesliga, wurde aber meist in der zweiten Herrenmannschaft des FCB in der Regionalliga eingesetzt. Vom Basketball-Dienst eurobasket.com wurde er als bester Verteidiger der Saison 2013/14 in der 1. Regionalliga Süd-Ost ausgezeichnet. 2014 verließ Valérien den FCB, es folgten zwei Jahre beim Münchener Regionalligisten TSV Oberhaching sowie ein Jahr beim TuS Bad Aibling in der Regionalliga.
Im Vorfeld des Spieljahres 2017/18 wurde er vom Nürnberg Falcons BC (2. Bundesliga ProA) verpflichtet. Im August 2018 wechselte er zum SC Rist Wedel in die 2. Bundesliga ProB. Dort blieb er eine Saison. Im April 2019 wurde er in die deutsche „3-gegen-3“-Nationalmannschaft berufen und nahm mit dieser unter anderem in Puerto Rico an den Ausscheidungsspielen für die Weltmeisterschaft sowie an der Europameisterschaft teil. In der Folgezeit beendete er seine Karriere.